# بيرل جيبس
بيرل جيبس (بالإنجليزية: Pearl Gibbs)‏ هي ناشطة حقوق الإنسان أسترالية، ولدت في 1901 في La Perouse, New South Wales ‏ في أستراليا، وتوفيت في 28 أبريل 1983 في دوبو في أستراليا.